# Țăndărei
Țăndărei város  Ialomița megyében, Munténiában, Romániában.

## Fekvése
A Ialomița folyó bal partján helyezkedik el, a megye északkeleti részén, Slobozia városától huszonhat kilométerre északkeletre.

## Történelem
Első írásos említése 1594-ből való.
A 19. század végén Țăndăreinek községi ragja volt, Ialomița megye Ialomița-Balta járásában. Ekkor a községet Țăndărei, Strachina, Cotul-Iepure, Valea Tronii, Câineasca és Nicolești falvak alkották, összesen 2900 lakossal. A községben már ekkor működött egy templom és egy iskola. 
1925-ös évkönyv szerint Țăndărei községe Țăndărei járás része volt és Țăndărei, Strachina illetve Mihail Kogălniceanu falvak alkották, 1677 lakossal.
1931-ben Mihail Kogălniceanu önálló községi rangot kapott.
1950-ben a Ialomițai régió Fetești rajonjának volt a része, 1952-ben a Constanțai régióhoz csatolták majd 1956-ban pedig a Bukaresti régió irányítása alá helyezték.
Az 1968. február 16-án kialakított új megyerendszerben ismét Ialomița megye része lett és Țăndărei, Strachina illetve Țăndărei-Gară települések egyesítésével egy időben városi rangot is kapott. 

## Lakossága
| Nemzetiségek | 2002  | 2002   |
| ------------ | ----- | ------ |
| Románok      | 10715 | 85,98% |
| Romák        | 1731  | 13,89% |
| Magyarok     | 6     | 0,04%  |
| Görögök      | 4     | 0,03%  |
| Lipovánok    | 1     | 0,01%  |
| Törökök      | 1     | 0,01%  |
| Szerbek      | 1     | 0,01%  |
| Bolgárok     | 1     | 0,01%  |
| Ukránok      | 1     | 0,01%  |
| Tatárok      | 1     | 0,01%  |
| Összesen     | 12462 | 100,0% |

## Látnivalók
- „Sfinții Voievozi” templom - 1839-ben épült.
- 1905-ben épült iskola.